# Fujii-dera (Yoshinogawa)
Pour les articles homonymes, voir Fujii-dera.
Le Fujii-dera est le 11e temple du pèlerinage de Shikoku. Il est situé dans la municipalité de Yoshinogawa, dans la préfecture de Tokushima, au Japon.
On y accède depuis le Hōrin-ji (temple no 10) après une marche d'environ 10 km en ville et la traversée de la rivière Yoshino.
Le sanctuaire fut fondé en 815 par le moine Kūkai. Le bâtiment actuel date de 1860.
C'est un des trois temples zen du pèlerinage.
En 2015, le Fujii-dera est désigné Japan Heritage avec les 87 autres temples du pèlerinage de Shikoku.